# بيل ألين (سياسي)
بيل ألين هو سياسي كندي، ولد في 12 أغسطس 1946. حزبياً، نشط في Saskatchewan New Democratic Party ‏. وقد انتخب عضو المجلس التشريعي من ساسكاتشوان.